# Pattachitra
Pattachitra o Patachitra es una denominación tradicional, para un tipo de pintura sobre rollos de tela, propio de los estados del este de India en Odisha y Bengala Occidental. El arte Pattachitra se distingue por sus detalles intrincados como también por las narrativas mitológicas y cuentos folclóricos expresados en ella. Pattachitra es una de las formas de arte antiguas de Odisha. Las Pattachitras son un elemento de un antiguo arte narrativo bengalí, originalmente siendo un elemento de ayuda visual durante la ejecución de un canto.

## Significado del nombre
En sánscrito, "Patta" literalmente significa "lienzo" y "Chitra" significa "imagen". La mayoría de estas pinturas representan historias de deidades hindúes.

## Pattachitra de Odisha
Pattachitra es una pintura tradicional de Odisha, India. Estas pinturas están basadas en la mitología hindú y especialmente inspiradas por las sectas Jagannath y Vaishnava. Todos los colores utilizados en las pinturas son naturales y las pinturas están hechas a la antigua usanza tradicional de Chitrakaras, que es un pintor de Oriya. El estilo de la pintura Pattachitra es una de las formas de arte más antiguas y populares de Odisha. El nombre Pattachitra ha evolucionado a partir de las palabras sánscritas patta, que significa lienzo, y chitra, que significa imagen. Pattachitra es, por lo tanto, una pintura realizada sobre lienzo, y se manifiesta por una rica aplicación colorida, motivos y diseños creativos, y la representación de temas simples, en su mayoría de representación mitológica. Las tradiciones de las pinturas de pattachitra tienen más de mil años.

### Origen e historia
Las pinturas de Orissa se pueden dividir en tres categorías desde el punto de vista del medio, es decir, pinturas sobre tela o 'Patta Chitra', pinturas sobre paredes o 'Bhitti Chitra' y grabados de hojas de palma o "Tala Patra Chitra" o "Pothi, Chitra '. El estilo de todos estos se mantiene más o menos similar en un momento específico porque se cree que los artistas de ese entonces fueron comisionados para trabajar en todos estos medios.
La pintura 'pattachitra' se asemeja a los antiguos murales de Odisha, especialmente los centros religiosos de la región de Puri, Konark y Bhubaneshwar, que datan del siglo V a. C.. El mejor trabajo se encuentra en Puri y sus alrededores, especialmente en el pueblo de Raghurajpur.
Esta antigua tradición de la pintura de Odia aún sobrevive en lugares como Puri, Raghurajpur, Paralakhemundi, Chikiti y Sonepur. Lord Jagannath actualmente está siendo considerado el origen del estilo Patta. Los esquemas de color de las deidades de Puri son bastante similares a los del estilo Patta. El registro más antiguo de las pinturas de Patta probablemente sea el establecimiento del santuario de Shri Jagannath en Puri. Es posible ello se deba al hecho de que las pinturas no sobreviven como las esculturas. Las pinturas dentro de los santuarios de Lord Jagannath en Puri hacen que la fecha sea probable. Las pinturas de mármol clásicas más antiguas de Sitabanji en Keonjhar no se ajustan totalmente al estilo actual de la pintura de Patta. Las estatuas de madera de las tres deidades también se cubren con tela y luego se superponen con pegamento mezclado con tiza, y luego se les da pintura solo con cuatro colores limitados al rojo, amarillo, blanco y negro. Las deidades que los Odias tienen en alta estima y que inspiran la religión, la vida y la actividad de las personas también llevan consigo una tradición de arte y pintura tan antigua como las deidades mismas. Si se acepta el origen Savara de Jagannath, la fecha de las pinturas de Patta puede remontarse a un período anterior. Estas pinturas fueron originalmente sustitutos de la adoración en los días en que las puertas del templo estaban cerradas para el "baño ritual" de la deidad.

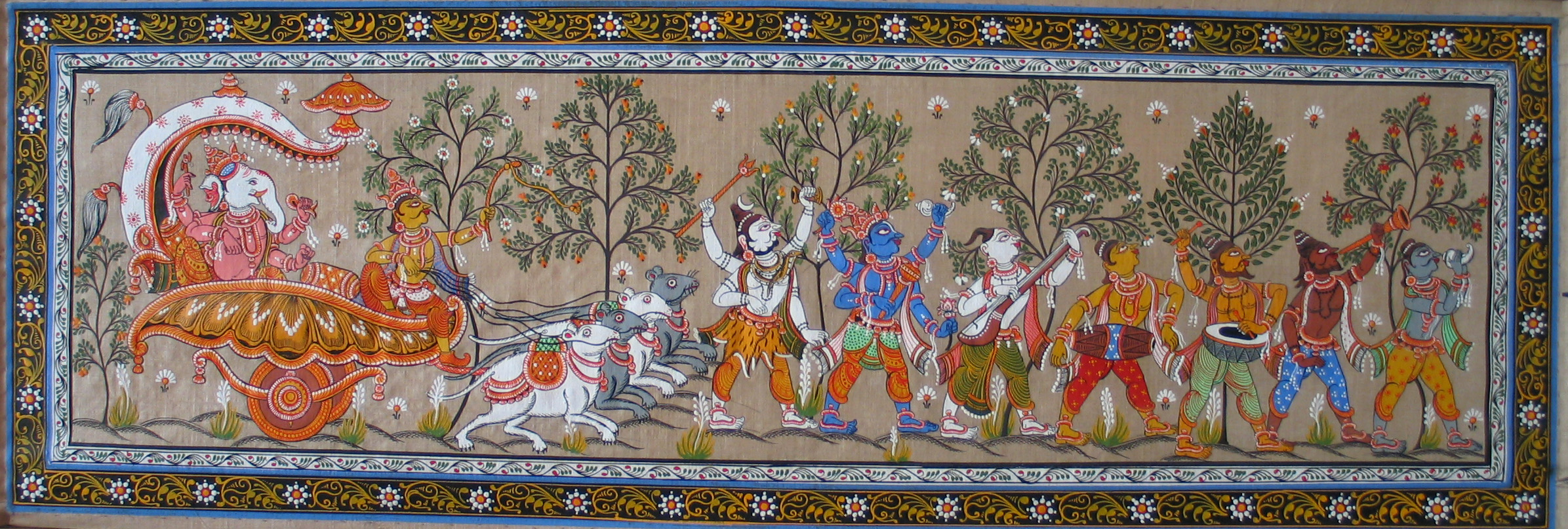
Pattachitra se basa en la mitología hindú. En esta pintura se representa un desfile del dios Ganesha.

### Tema y estilo
El tema de la pintura Odia gira en torno a las sectas Jagannath y Vaishnava. Desde los comienzos de la cultura Pattachitra, Lord Jagannath quien era la encarnación de Lord Krishna ha sido la principal fuente de inspiración. Los temas de Patta Chitra son principalmente historia mitológicas  y religiosas y del folclore. Los temas principales son Lord Jagannath y Radha-Krishna, diferentes "Vesas" de Shri Jagannath, Balabhadra y Subhadra, actividades en el templo, las encarnaciones de Vishnu basadas en el 'Gita Govinda' de Jayadev, Kama Kujara Navagunjara, Ramayana, Mahabharata. También se realizan pinturas individuales de dioses y diosas.
El estilo Pattachitra es una mezcla de elementos folclóricos y clásicos pero más inclinado hacia formas folclóricas. El estilo de las vestimentas posee influencias mogol. Todas las poses se han limitado a un conjunto confinado de unas pocas posturas bien definidas. Las mismas no están exentas de repeticiones monótonas, si bien a veces ello es necesario para acentuar el carácter narrativo del estilo. Las líneas son audaces y limpias y angulares y afiladas. En general, no hay paisajes, perspectivas y vistas distantes. Todos los incidentes se ven en estrecha yuxtaposición. El fondo en el que están representadas las figuras está delineado con decoraciones de flores y follajes y está pintado principalmente en color rojo. Todas las pinturas tienen bordes decorativos. Toda la pintura está concebida en forma de diseño en un lienzo determinado.

### Técnica

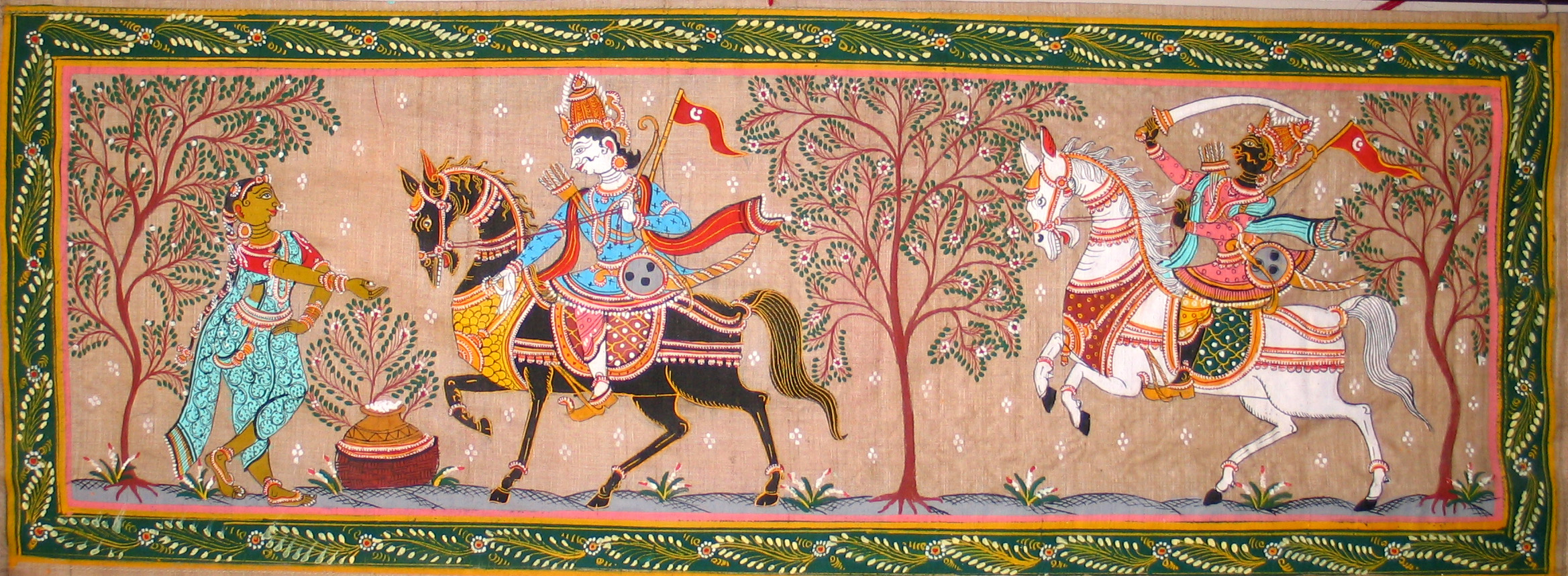
Pattachitra inspirado en la cultura Jagannath en Odisha.

Tradicionalmente, los pintores son llamados chitrakars. La casa de un pintor patta con todos los miembros de la familia es su estudio. Las  mujeres de la familia preparan el pegamento, el lienzo y aplican colores que es el relleno, y le dan el revestimiento de laca final. La mano maestra, principalmente el miembro masculino, dibuja las líneas iniciales y da el acabado final. Las pinturas de Patta se realizan en pequeñas tiras de tela de algodón. El lienzo se prepara recubriendo el lienzo con una mezcla de tiza y goma hecha de semillas de tamarindo. Luego se frota tomando la ayuda de dos piedras diferentes y luego se seca la tela. La mezcla de goma y tiza le da a la superficie de la tela un acabado coriáceo en el que los artistas pintan con colores a base de vegetales, tierra y minerales.
Los pintores no usan lápiz o carbón para los dibujos preliminares. Son tan expertos en trazar líneas que simplemente dibujan directamente con el pincel en rojo claro o amarillo. Luego se rellenan los colores. Se dibujan las líneas finales y se le da a la patta un revestimiento de laca para protegerla del clima, lo que hace que la pintura sea brillante. Este proceso de acristalamiento o barnizado es bastante interesante. La pintura se sostiene sobre una chimenea para que la parte posterior de la pintura quede expuesta al calor. En la superficie de la pintura se aplica laca fina.

### Color
En el siglo XVI, con la aparición del movimiento Bhakti, las pinturas de Radha y Krishna se pintaron en tonos vibrantes de naranja, rojo y amarillo. Hay escenas y figuras típicas como Krishna, Gopis, elefantes, árboles y otras criaturas que se ven en estas pinturas. Krishna siempre está pintado en azul y Gopis en colores rosa claro, morado o marrón.
Los pintores usan colores vegetales y minerales sin elegir colores hechos en fábrica. Preparan sus propios colores. El color blanco se hace de las caracolas por pulverización, ebullición y filtración en un proceso muy peligroso. Requiere mucha paciencia. Pero este proceso le da brillo y permanencia al tono. 'Hingula', un color mineral, se usa para el rojo. 'Haritala', rey de los ingredientes de piedra para el amarillo, 'Ramaraja' una especie de índigo se utiliza para el azul. Se usa negro de lámpara puro o negro preparado a partir de la quema de cáscaras de coco. No había azul cobalto ni ultramar en los esquemas de color primigenios. Los colores utilizados en las pinturas de Patta son principalmente colores brillantes, limitados a rojo, amarillo, índigo, blanco y negro. Los pinceles que utilizan estos 'Chitrakaras' también son de fabricación casera y están hechos de pelo de animales domésticos. Un mechón de pelo atado al extremo de un palo de bambú constituye el pincel. Realmente es una maravilla cómo estos pintores trazan contornos de tanta precisión y acabado con la ayuda de estos pinceles toscos.

### Pattachitra en hojas de palma
El pattachitra de hoja de palma que en lengua Oriya es denominado Tala Pattachitra se dibuja sobre hojas de palma. En primer lugar, las hojas de palma se dejan endurecer después de ser tomadas del árbol. Luego se cosen juntas para formar como un lienzo. Las imágenes se trazan utilizando tinta negra o blanca para rellenar surcos grabados en filas de paneles de hoja de palma del mismo tamaño que se cosen. Estos paneles también se pueden plegar fácilmente como un abanico y empacar en una pila compacta para una mejor conservación. A menudo, las ilustraciones de hojas de palma son más elaboradas, lo que se logra superponiendo capas que se pegan en la mayor parte de la superficie, pero en algunas áreas pueden abrirse como pequeñas ventanas para revelar una segunda imagen debajo de la primera capa.

## Patachitra de Bengala

Patachitras de Bengala
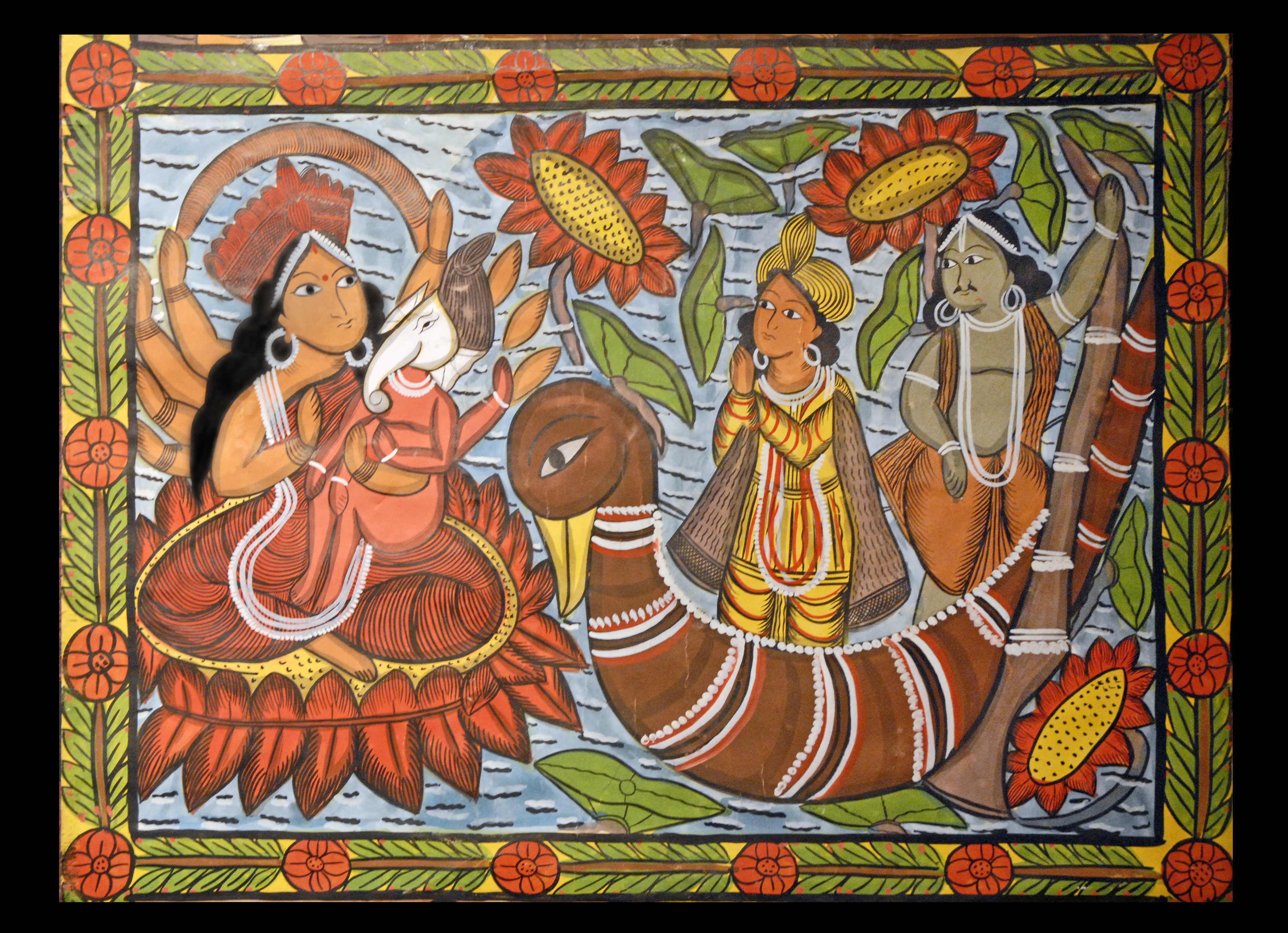
Patachitra de una villa Naya
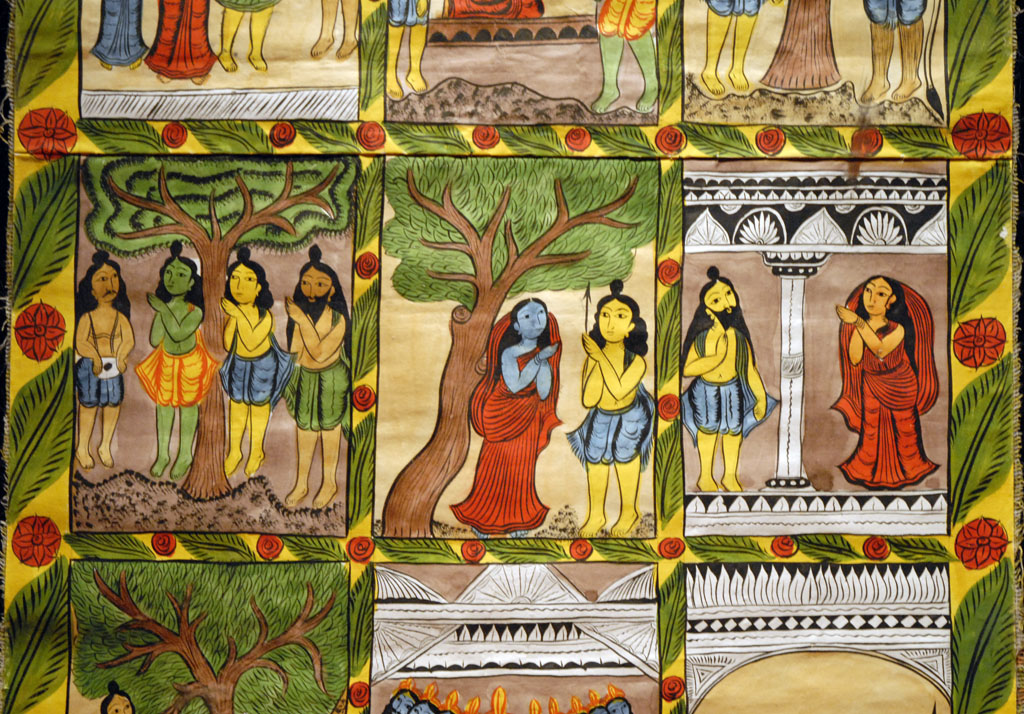
Patachitra de una villa Naya
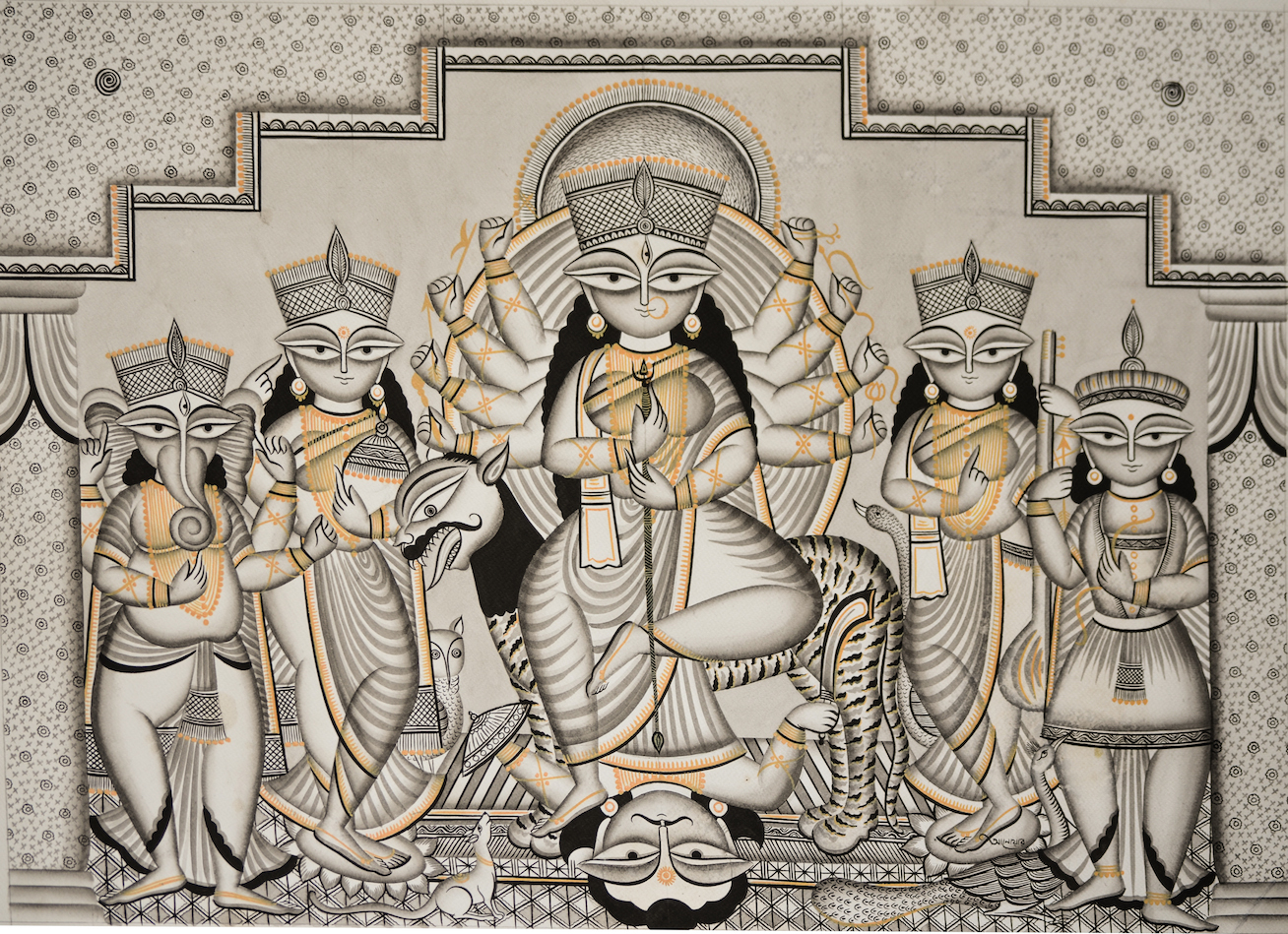
La diosa Durga y su familia en un Medinipur Patachitra

Los patachitra de Bengala son pinturas realizadas en Bengala occidental. Es un arte tradicional y mitológico de Bengala occidental. Los patachitra de Bengala se clasifican según su temática o zona Durga Pat, Chalchitra, Patachitra tribal, Medinipur Patachitra, y Kalighat Patachitra. Los temas de los patachitra de Bengala son mayormente mitológicos, historias religiosas, folclóricas o sociales. El patachitra Kalighat, la tradición más reciente de los Patachitra de Bengala ha sido desarrollado por Jamini Roy. Los artistas que pintan patachitras de Bengala son denominados Patua.
En el Museo Nacional de Etnología en Lisboa, Portugal, existe una colección de patachitras de las villas Naya en Bengala Occidental.

### Origen e historia

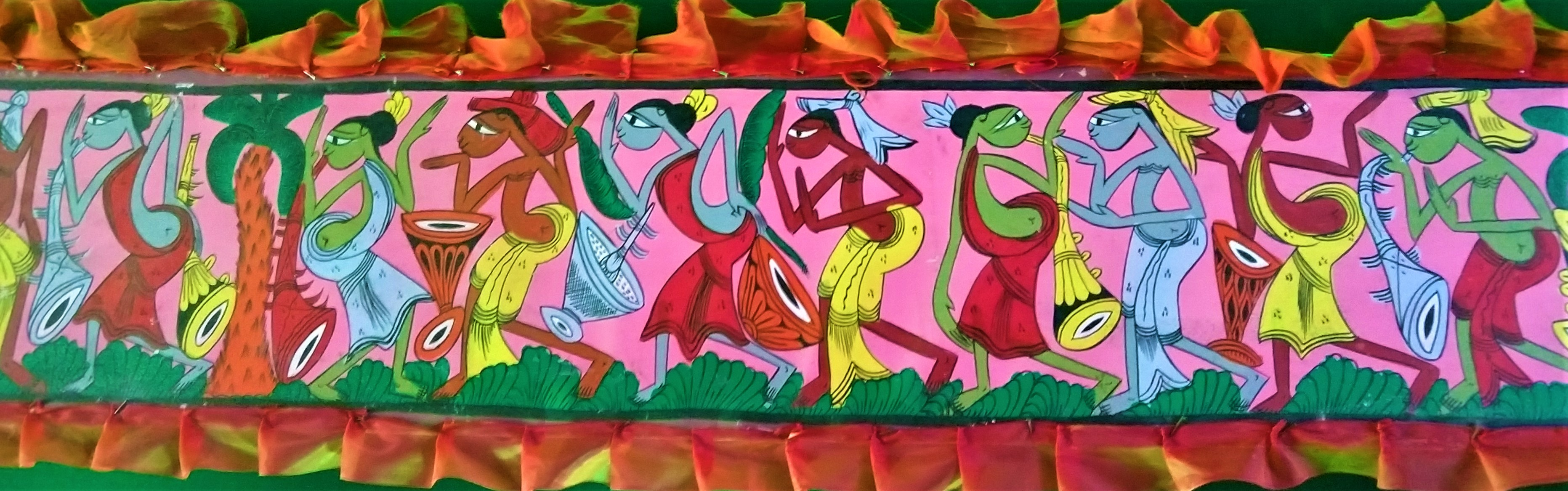
Patachitra de Bengala, inspirado en la vida aborigen y cultural en Bengala Occidental.

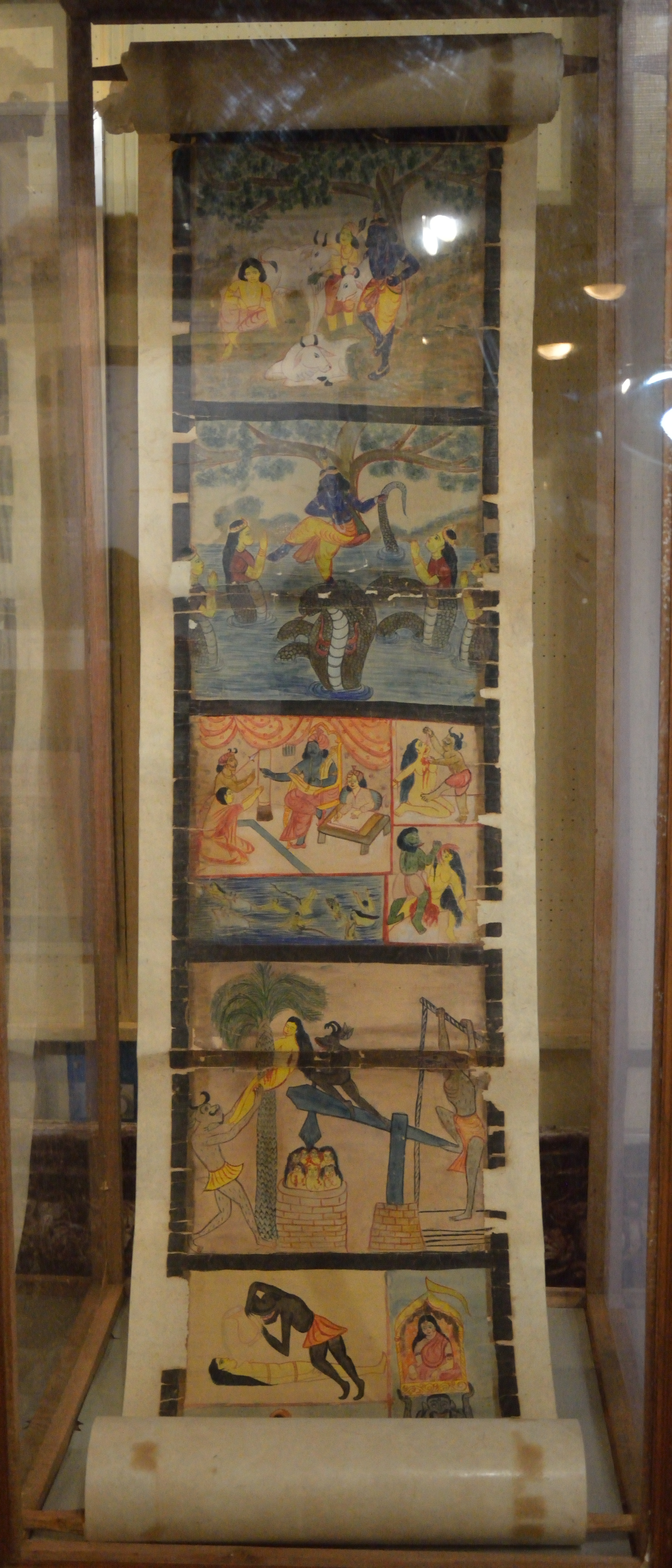
Exposición de patachitra de Bengala.

Esta variedad de patachitra es conocida por su excelente manejo de la combinación de colores. Es una forma tradicional de arte popular de Bengala rural. Hay algunas opiniones controvertidas sobre las fechas de los antiguos Patas. Pero se ha sugerido sobre la base de temas históricos relacionados con las canciones que acompañan las pinturas tales como Patua Sangeet. Que se remonta al período Pre-Pala, que está relacionado con pequeños pueblos aislados de Midnapore, Bankura, Purulia, Howrah, Hooghly y 24 Parganas. El patachitra de Bengala es mencionado en la literatura budista en el siglo I d. C., en Haribansha  en el siglo II, en   Abhigyanashakuntalam  y  Malavikagnimitra   en el siglo IV, Harshacharita y Uttararamacharita en los siglos VI y VII-VIII respectivamente.